# گیسو (مجموعه نمایش خانگی)
گیسو در ادامه فصل اول مجموعه نمایش خانگی ایرانی عاشقانه به کارگردانی منوچهر هادی و تهیه‌کنندگی هومن کبیری است. این مجموعه به صورت هفتگی (چهارشنبه‌ها) از پلتفرم نماوا ، پخش می‌شد. اولین قسمت این سریال ، چهارشنبه ۱۳ اسفند ۱۳۹۹ ، پخش شد. این فصل همانند فصل اول نتوانست نظرات مثبتی را ازسوی تماشاگران، جلب کند؛ بنابر این انتقادات ، منوچهر هادی اعلام کرد اگر قرار باشد فصل سوم این سریال ساخته شود ، کارگردان جدیدی آن را کارگردانی خواهد کرد و من در این مجموعه ، حضور نخواهم داشت.

## بازیگران
- محمدرضا گلزار سهیل بقایی همسر سابق  پگاه دادگر دوست رضا و پیمان
- حسین یاری رضا شکیبا همسر ریحانه رستاک پسر حاج یونس و مهین تاج برادر محسن دوست سهیل و پیمان پدر دنا
- هومن سیدی پیمان رستاک همسر سابق درسا دوست رضا و سهیل
- ساره بیات پگاه دادگر همسر سابق سهیل بقایی دکتر
- هانیه توسلی کتایون/ گیسو برازنده
- مسعود رایگان حاج یونس شکیبا همسر مهین همسر سابق گیسو پدر رضا و محسن شکیبا
- شمسی فضل‌اللهی مهین تاج همسر حاج یونس شکیبا مادر رضا و محسن شکیبا
- بیژن امکانیان هوشنگ رئیس گیسو و دشمن حاج یونس
- علیرضا زمانی‌نسب محسن شکیبا همسر مونا پسر حاج یونس و مهین تاج برادر رضا
- سید جمشید حسینی سرگرد
- آزاده ریاضی مونا همسر محسن شکیبا
- همراز اکبری دنا دختر رضا و ریحانه
- سانیا سالاری نازی هوشیار کارمند رستوران و دوست رضا
- جولیا پانلی لوسیا/ یاسمن دختر افرا
- بهاره رهنما افرا مادر لوسیا
- تورج ثمینی‌پور نوچه هوشنگ
- علی زرینی هوشنگ حبیبی پدر درسا
- مونا جمال‌پور مادر درسا
- حسین دالمن پدر گیسو
- محسن کاشی زاده در نقش سروان

## تیتراژها
| عنوان         | نام آهنگ    | خواننده       |
| ------------- | ----------- | ------------- |
| تیتراژ آغازین | عاشقانه     | فرزاد فرزین   |
| تیتراژ پایانی | به دادم برس | محمدرضا گلزار |